# Rhodosphaera rhodanthema
Rhodosphaera  es un género monotípico de plantas,  perteneciente a la familia de las anacardiáceas. Su única especie: Rhodosphaera rhodanthema (F.Muell.) Engl., es originaria de Australia en Queensland.

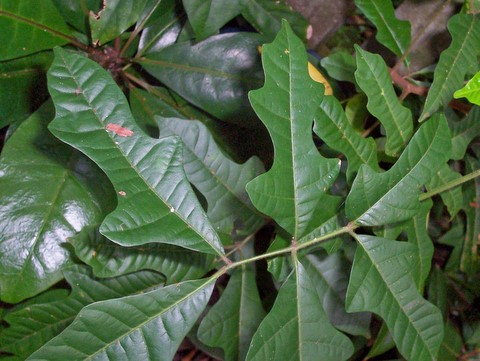
Detalle de hoja joven

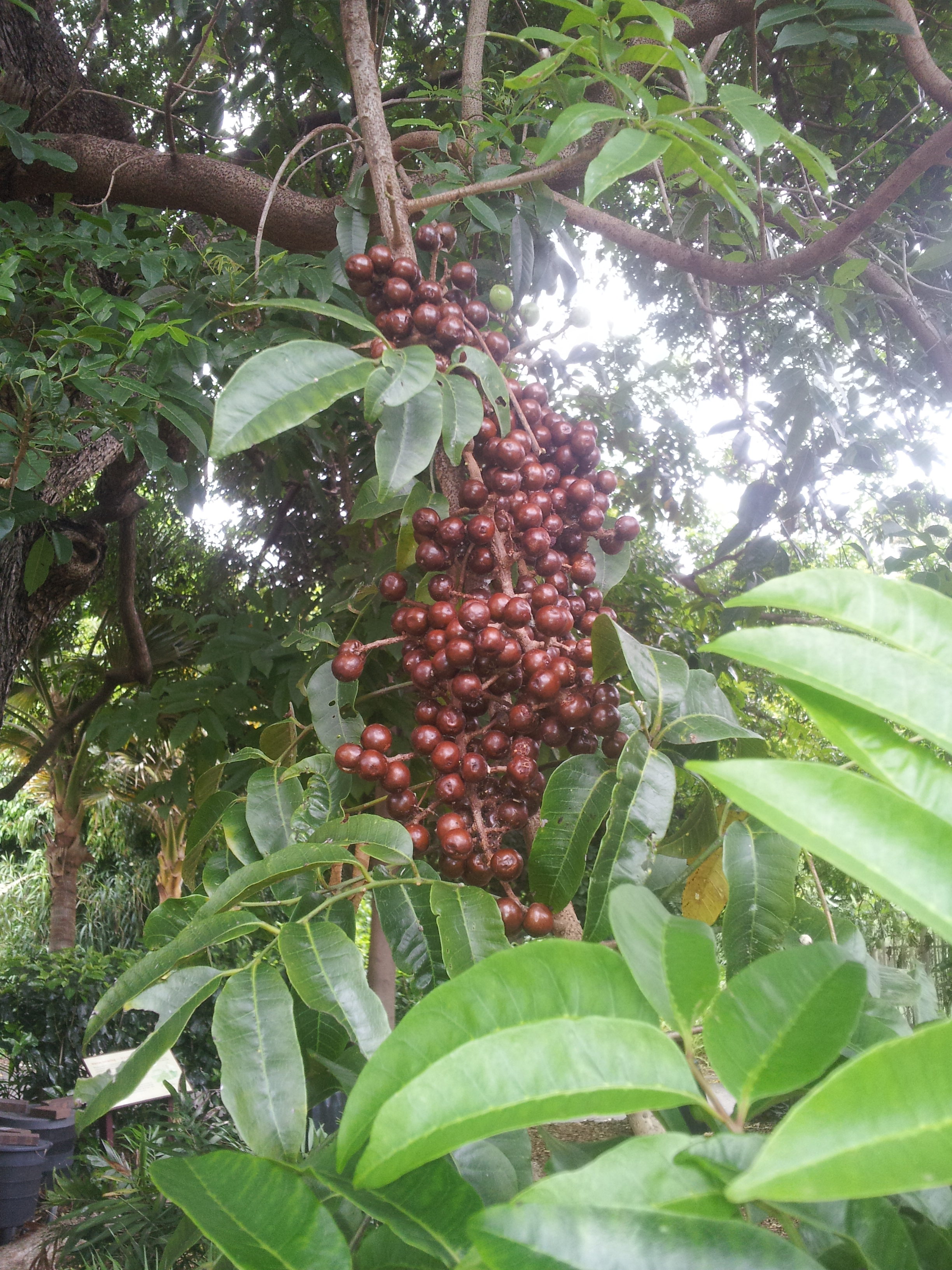
Vista de la planta con frutos

## Descripción
Es un árbol que alcanza un tamaño  de 20 m de altura, con la corteza de color marrón al gris, escamosa, las ramillas con lenticelas rojizas. Las hojas del 80-20 cm de largo, con 3 - 11 folíolos, oblongo-ovadas a estrecha elípticas, de 30-10 cm de largo y 10-25 mm de ancho, el ápice corto acuminado, la base obtusa, asimétrica, con nervio central curvo, ambas superficies glabras. Panículas en su mayoría de 10-20 cm de largo, pedicelos de 1-2 mm de largo, bracteadas. Sépalos 1.8-2 mm de largo. Pétalos c. 3 mm de largo, rojo rosado. Es fruto es una drupa ± globosa, de 8-11 mm de diámetro, marrón brillante;. En grupos permanecen en la planta durante muchos meses.

## Taxonomía
Rhodosphaera rhodanthema fue descrita por (F.Muell.) Engl. y publicado en Botanische Jahrbücher für Systematik, Pflanzengeschichte und Pflanzengeographie 1: 423, en el año 1881. (24 Jan 1881)
Sinonimia
- Rhus elegans Hill[4]
- Rhus rhodanthema F.Muell.[5]